# Хаукелид, Кнут
Кнут Андерс Хаукелид (норв. Knut Anders Haukelid; 17 мая 1911, Бруклин, Нью-Йорк, США — 8 марта 1994, Осло, Норвегия) — норвежский деятель Движения Сопротивления в Норвегии, ставший известным после диверсии на заводы по производству тяжёлой воды в Веморке; генерал-лейтенант вооружённых сил Норвегии.

## Биография

### Молодость
Родился 17 мая 1911 года в Бруклине, самом населённом боро Нью-Йорка. Родители — Бьёргулв и Сигрид, уроженцы Норвегии. Бьёргулв работал гражданским инженером в компании Interborough Rapid Transit Company, занимавшейся развитием и управлением нью-йоркским метрополитеном. Кнут был братом-близнецом Сигрид Гури, будущей американской актрисы. У Кнута и Сигрид было как гражданство США, так и подданство Норвегии. Семья вернулась в Норвегию в 1914 году, осев в Осло.
Бьёргулв Хаукелид начал заниматься деятельностью по строительству и развитию метрополитена Осло. В 1929 году Кнут вернулся в США, где поступил в Массачусетский университет Амхерст, потом вернулся в Норвегию и окончил своё обучение в Дрезденском техническом университете и Берлинском университете имени Гумбольдта. После окончания университета Кнут стал работать в компании отца «Haukelid og Five».

### В годы войны
В 1941 году Кнут Хаукелид вступил в 1-ю отдельную норвежскую роту при британском Управлении специальных операций. В годы войны Хаукелид со своей ротой проводили неоднократные диверсии на заводах по производству тяжёлой воды, располагавшиеся в Веморке и использовавшиеся для немецкой ядерной программы: так, ими была разрушена электростанция в Рюкане после долгого рейда, начавшегося на одном из британских аэродромов. 28 февраля 1943 подрывники ворвались на электростанцию Norsk Hydro и установили взрывчатку. Также Хаукелид прославился тем, что 19 февраля 1944 потопил норвежский паром «Гидро», который перевозил тяжёлую воду через озеро Тинн.

### После войны
Кнут Хаукелид был награждён рядом орденов и медалей: норвежским Военным крестом сначала с одним мечом (1944), а затем и с двумя мечами (1947), британским орденом «За выдающиеся заслуги», британским военным крестом и многими другими наградами. В 1948 году он окончил Норвежскую военную академию, начав службу в Телемаркском пехотном полку. В 1959 году стал подполковником норвежской пехоты, с 1966 по 1974 годы в звании генерал-лейтенанта командовал Дворцовой гвардией Большого Осло, после чего вышел в отставку.
В 1947 году Хаукелид издал автобиографию «Однажды был рассвет» (норв. Det demrer en dag), переизданную в 1953 году под названием «Война за тяжёлую воду» (норв. Kampen om tungtvannet). Ещё несколько книг раскрыли участие Хаукелида в борьбе против ядерной программы Третьего рейха: «Лыжи против атома» (англ. Skis Against the Atom) авторства Хаукелида и «Норвежский штурм: Подрыв нацистской ядерной программы» (англ. Assault in Norway: Sabotaging the Nazi Nuclear Program) Томаса Галлахера.
Хаукелид скончался 8 марта 1994 года в Осло.

## Память
- В 1948 году был снят норвежский фильм «Война за тяжёлую воду» по книге Кнута Хаукелида, и тот сыграл сам себя в фильме вместе с его сослуживцами по саботажной группе. Фильм стал известен во всемирном прокате как «Операция «Глоток»: Битва за тяжёлую воду[англ.]»[7].
- В 1965 году по мотивам событий был снят ещё один фильм — «Герои Телемарка[англ.]», в котором большая часть героев была создана на основе реальных лиц. Ричард Харрис сыграл Кнута Страуда, прототипом которого стал Хаукелид[8].
- Весной 1984 года в честь 40-летия диверсии в Веморке дожившие до этого дня ветераны войны были приняты послом США в Норвегии. 18 октября 1985 Кнут Хаукелид был введён в Зал славы американцев на банкете в Миноте (Южная Дакота)[9].
- В 2015 году вышел сериал «Война за тяжёлую воду», снятый телерадиокомпанией NRK, в котором также освещалась роль Хаукелида в войне[10].